# Chama Cha Mapinduzi

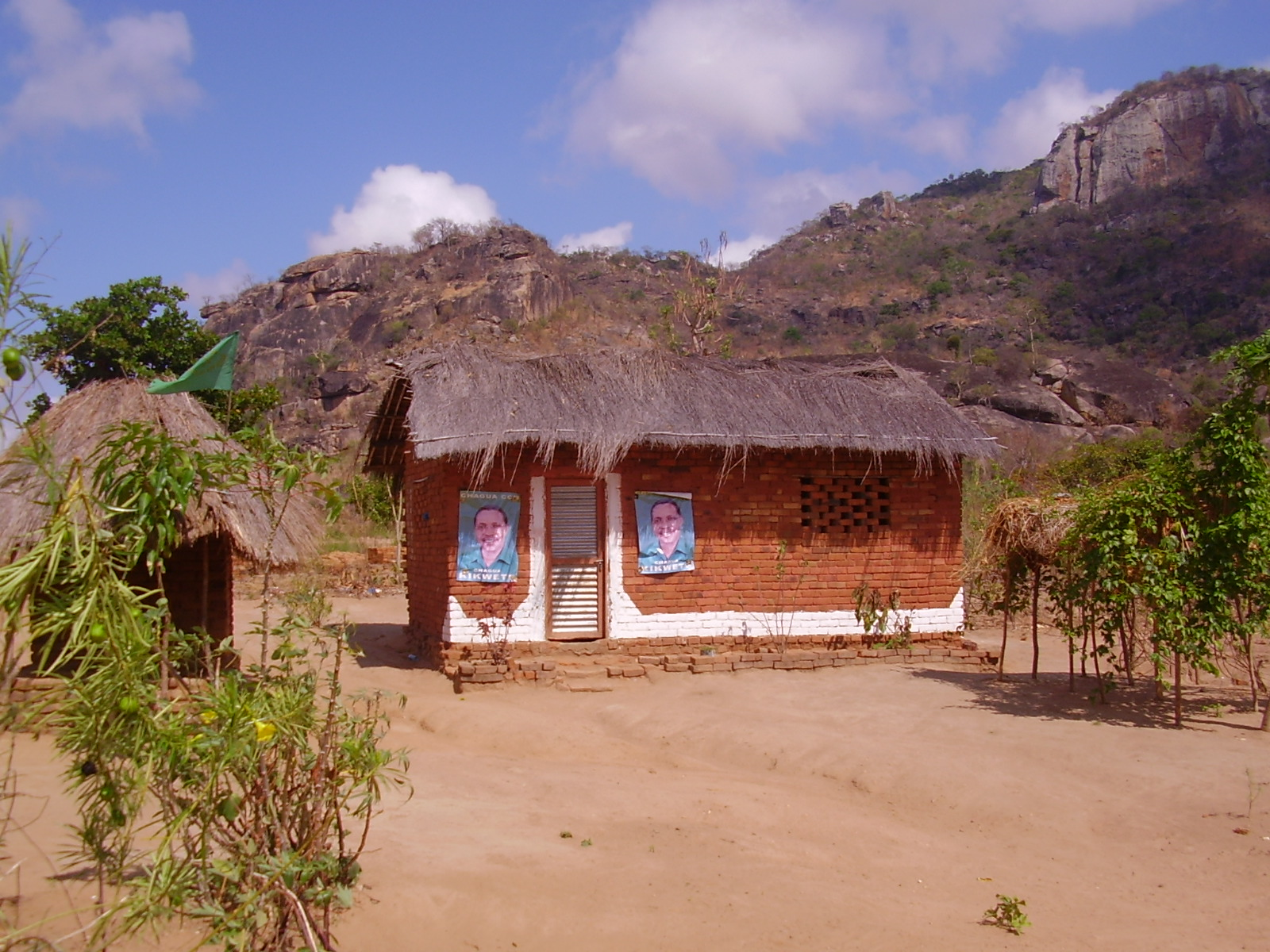
gebouw van Chama Cha Mapinduzi op het platteland

De Chama Cha Mapinduzi (CCM), in het Nederlands: Revolutionaire Staatspartij is de belangrijkste partij in Tanzania. De CCM kwam op 5 februari 1977 tot stand toen de Tanganyika African National Union (TANU, de partij van Tanganyika) van president Julius Nyerere met de Afro-Shirazi Partij (ASP, de partij van Zanzibar) van vicepresident Mwinyi Aboud Jumbe fuseerde. De CCM werd daarmee de enige toegestane partij van Tanzania. In februari 1992 werd het meerpartijenstelsel geïntroduceerd en werd het monopolie van de CCM opgeheven.
De CCM streeft een vorm van Afrikaans socialisme na, zoals die in de jaren zestig door Nyerere in zijn Verklaring van Arusha was opgetekend. Dit hield onder meer zelfwerkzaamheid in en de stichting van Ujaama- (collectieve) dorpen. De Verklaring benadrukte echter ook het recht op privébezit. 
Eind jaren tachtig liet de CCM het planmatig socialisme los en sedertdien staat de partij niet meer afwijzend tegenover de vrijemarkteconomie. 
Benjamin Mkapa won de eerste democratische verkiezingen van 1995. In 2000 werd hij met 71,7% van de stemmen als president herkozen. De CCM bezet 244 van de 275 zetels in de Nationale Vergadering van Tanzania.